# 木邦区
木邦区，是缅甸联邦第一特区木邦县下辖的一个区。

## 区划沿革
2024年，贺北乡划归腊戌市联合区管辖。

## 行政区划
木邦区下辖以下等乡镇：
- 木邦镇[1]
- 南楂拉乡（南渣拉乡）[2][3][4]
- 孟洋乡
- 孟立乡[5]
- 扎央乡
- 邦洛乡（ပန်လော့ကျေးရွာအုပ်စု）[6]